# Проект лунного микроспутника
Проект лунного микроспутника — российский проект микроспутника, предназначенного для фотографирования поверхности Луны в высоком разрешении. Проект разрабатывается без государственной поддержки и на первом этапе финансируется из средств, собранных на краудфандинговой платформе. Главной целью проекта озвучивается фотографирование с высоким разрешением советских и американских аппаратов, находящихся на поверхности Луны. Планируется, что космический аппарат сможет проработать на орбите не менее одного года.

## История проекта
Инициатор проекта Виталий Егоров объяснил, что идея проекта возникла как ответ на вопрос, который ему часто задавали: летали или не летали американские астронавты на Луну? Он предложил создать аппарат, который сможет ответить на этот вопрос. Основной целью проекта было заявлено создание спутника для фотографирования поверхности Луны с высоким разрешением. Ключевой задачей было проведение съёмки с качеством в два раза выше, чем Lunar Reconnaissance Orbiter. Основным объектом съёмки назывались места посадки американских и советских лунных экспедиций. Подчёркивалось, что это сложная научная и техническая задача, которую ещё никто не решал. Проект лунного микроспутника сразу попал под перекрёстную критику как со стороны сторонников лунного заговора, так и со стороны противников. В ответ на критику Виталий Егоров заявил:
Мы просто хотим воплотить базовый принцип научного метода — проверяемость. Если один и тот же эксперимент проводят разные группы учёных — никто их не критикует, ибо это нормально. Мы хотим повторить съемку поверхности Луны и постараемся сделать это даже в более высоком качестве изображения, чем у LRO.Виталий Егоров
1 октября 2015 года был анонсирован сбор средств на разработку проекта лунного микроспутника. Предполагалось, что если удастся собрать 800 тыс. рублей, они будут потрачены на первоначальную теоретическую проработку и математические расчёты. Если удалось бы собрать миллион рублей, то планировалось создать инженерные образцы служебных систем. При достижении полутора миллионов рублей участники проекта планировали разработку бортовой вычислительной системы. Уже через три дня проекту удалось собрать 880 тысяч рублей, что превысило ожидания участников проекта.
15 ноября 2015 года в московском Музее космонавтики была проведена первая презентация проекта. Изначально планировалось создание микроспутника массой в несколько десятков килограммов размерности кубсат и небольшой, по меркам космической отрасли, стоимости. В мае 2016 года в облике спутника появились раздвижные панели солнечных батарей и масса аппарата превысила 100 кг, что вывело проект из класса микроспутников. Разработчики планировали завершить аванпроект к осени 2016 года, чтобы передать проект на экспертизу в Роскосмос. Но к этому времени удалось только сформировать техзадание к аванпроекту. Это объяснялось тем, что коллектив проекта работает в свободное от основной работы время. Экспертиза Роскосмоса является важным условием для сотрудничества с меценатами и рекламодателями. Разработчики подчёркивают, что подключение к проекту ракетно-космических предприятий, разработчиков космических приборов, вузов может быть хорошим примером частно-государственного партнерства.

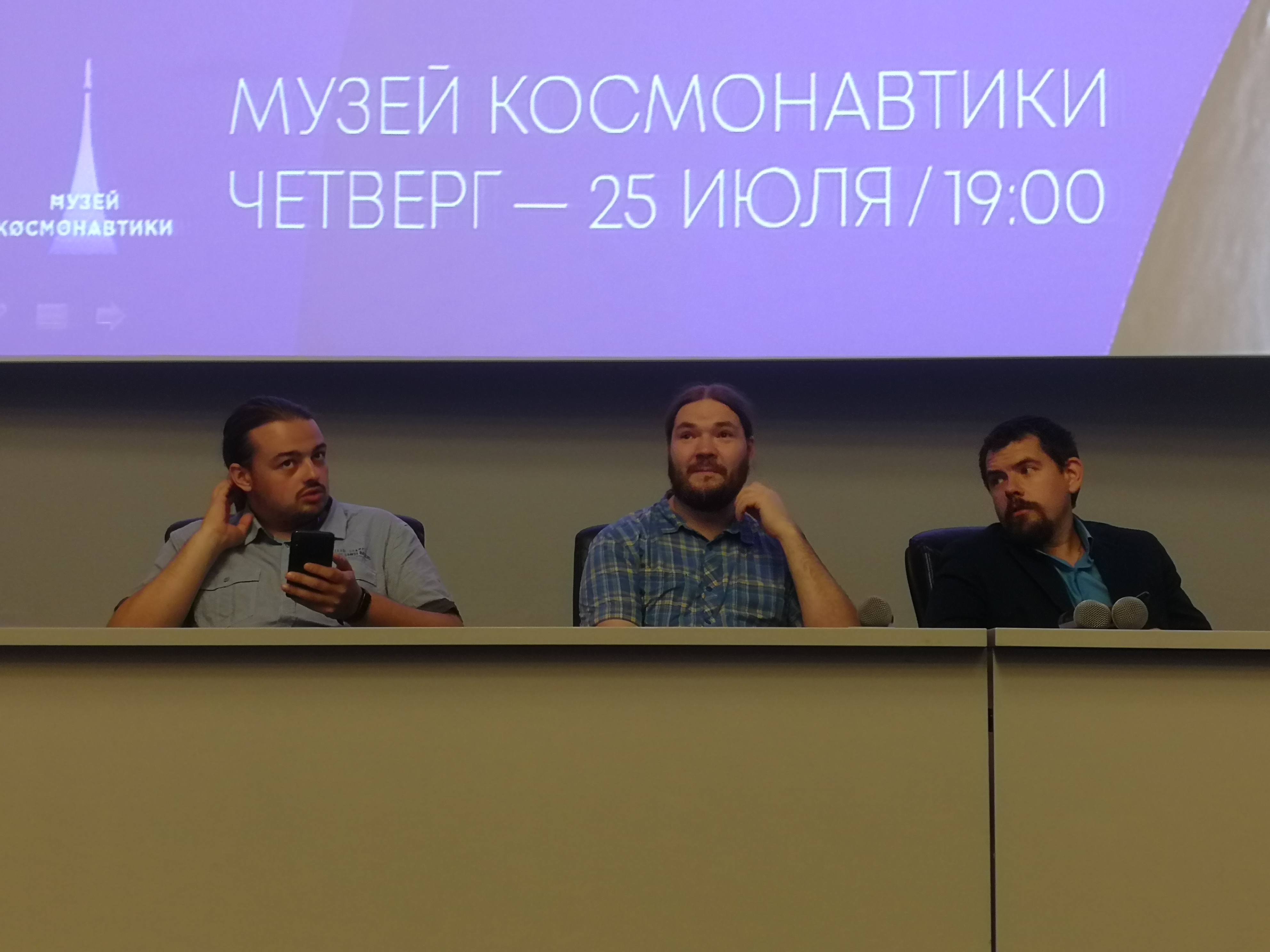
Создатели проекта (справа налево) Никита Парцевский, Владимир Шмагин и Ярослав Маштаков

Во время презентации в 2019 году проекта лунного микроспутника Виталий Егоров отметил: «Наш проект пока не имеет названия. Мы надеемся, что мы сможем продать это право какому-нибудь крупному рекламодателю или энтузиасту, который решит серьёзно вложиться в освоение Луны и отправить свое имя на неё».
Создатели проекта утверждают, что при наличии стабильного финансирования они могут построить космический аппарат в течение трёх лет.
В 2021 году проект передан для ознакомления представителям Роскосмоса и российских академических институтов.
В октябре 2021 года в интервью на портале "Яндекс.Кью" Виталий Егоров объявил о создании частной компании «Орбитальный Экспресс», задача которой не в том, чтобы снять следы американцев, а в том, чтобы создать команду для решения «...сложных, интересных...» задач.  Главкосмос (входит в Госкорпорацию «Роскосмос») и компания «Орбитальный Экспресс» заключили соглашение о сотрудничестве в области продвижения услуг на мировой космический рынок с помощью российской ракетно-космической техники.
В ноябре 2021 года проект лунного микроспутника вошел в число финалистов премии Министерства науки и высшего образования «За верность науке – 2021».
28 ноября 2021 года проект получил первое место в  специальной «космической» номинации Всероссийской премии «За верность науке».
В начале февраля 2022 года в публичной лекции в рамках проекта Антропогенез.ру Виталий Егоров заявил, что на проект нужно около 750 миллионов рублей.
В конце мая 2022 года в Виталий Егоров объявил о своей эмиграции из России.

## Устройство
Первый вариант спутника, который был представлен на старте проекта в 2015 году, имел один небольшой двигатель, работающий на сжатом газе, солнечные батареи на корпусе и скромную электронную начинку. Планировалось, что масса спутника составит 30 кг. При разработке первого варианта создатели отталкивались от технологий, которые были реализованы в околоземных микроспутниках. Размер спутника в варианте 2015 года составлял 25×25×48 см, что укладывалось в габариты кубсата 16U. Второй вариант, представленный в 2016 году, имел массу 70 кг и более сложную электронную составляющую, которую разработала компания «САИТ». В частности, разработчики отказались от УКВ-радиолиний в пользу X-диапазона. В варианте 2016 года масса спутника выросла до 170 кг. В этом варианте разработчики отказались от рупорной антенны в пользу параболической диаметром 100 см. Коренному пересмотру подверглась двигательная система: разработчики перешли к двигателям на топливной паре несимметричного диметилгидразина—Тетраоксид диазота (НДМГ+АТ). Во всех вариантах, включая вариант 2016 года, планировалось использовать телескоп с апертурой 20 см.
В варианте, представленном в 2019 году, масса всего аппарата снизилась до 70 кг. Этого удалось достичь за счёт кардинального пересмотра двигательной установки в пользу перехода на однокомпонентное топливо (гидразин), уменьшения апертуры телескопа до 14 см и ряда других решений. Уменьшение размеров телескопа не должно привести к снижению качества изображения: ожидаемое разрешение должно составить 25 см на пиксель. Одновременно снижение массы вызвало ряд сложностей, которые требуют новых технических решений. К примеру, пришлось отказаться от разделения на маршевый двигатель и двигатели ориентации и разработать единую двигательную установку. Отказ от маршевого двигателя диктует ужесточение требований к параметрам выведения на орбиту. В варианте 2019 года спутник потерял возможность самостоятельного старта с геопереходной орбиты. Однако главный баллистик проекта Антон Громов считает, что при удачном стечении обстоятельств (попутный запуск по соответствующей траектории) топлива может хватить для достижения луннопереходной орбиты. Ещё одним важным решением стал переход на новый частотный диапазон, который позволил уменьшить размеры системы связи. Радиосистема лунника должна работать в X-диапазоне от 8 до 12 ГГц. Одновременно такое решение заставило отказаться от использования самодельной антенны в пользу уже существующих, используемых для дальней космической связи. Проектные габаритные размеры спутника (вариант 2019 года) с развёрнутыми солнечными батареями составляют 1732×748×860 мм. Трёхосная стабилизация обеспечивается двигательной системой и четырьмя маховиками.
Первым вариантом доставки аппарата на лунную орбиту рассматривался попутный запуск в рамках российской миссии «Луна-25». Но НПО им. Лавочкина, разработчик «Луна-25», отказалось рассматривать этот вариант. Одним из вариантов, рассматриваемых разработчиками проекта, может стать попутный запуск со спутником «Электро-Л». Разработчики проекта также рассматривают возможность запуска своего спутника в качестве попутной нагрузки на иностранных ракетах-носителях. Запуск ракетами-носителями НАСА (к примеру, SLS) рассматривается в последнюю очередь.
Лунный микроспутник должен выйти на околокруговую орбиту высотой 50 км над лунной поверхностью и углом наклона 84°—85°. Такое наклонение орбиты позволит избежать значительного воздействия лунных масконов, что снизит потребность в корректировке орбиты, а значит уменьшит потребность в топливе. Это позволит проработать в окрестностях Луны не менее года

## Финансирование проекта
На первом этапе разработчики прибегли к краудфандингу и смогли собрать 1 749 696 рублей от 1232 спонсоров. Разработчики оценивают затраты на проектирование, создание, запуск и использование наземной инфраструктуры в 20 млн долларов США. Эта цифра сопоставима с годовым бюджетом  Института космических исследований РАН. Они планируют заинтересовать представителей бизнеса, меценатов и учебные заведения в участии в проекте. В качестве примера называется израильский проект «Берешит», который смог осуществиться благодаря 100 миллионам долларов южноамериканского миллиардера Морриса Кана. Кроме этого, разработчики не отказываются от возможности сбора денег на краудфандинговых платформах «Бумстартер» или Kickstarter.